# Handheld computer
L'handheld computer (brevemente handheld PC o H/PC) è un computer portatile abbastanza piccolo e leggero da essere utilizzato mentre lo si tiene in mano. Concretamente ciò corrisponde alle seguenti tre caratteristiche di base: un ingombro sufficientemente contenuto; un peso sufficientemente contenuto; tutte le principali componenti hardware del computer formano un blocco unico.
L'handheld computer viene utilizzato tenendolo in mano nel modo seguente: con una mano si tiene stretto l'handheld computer, mentre con l'altra mano si agisce sulle sue interfacce utente di input (ad esempio la tastiera o il touch screen).

## Tipologia
Tipi di handheld computer sono i seguenti:
- computer tascabile;
- computer palmare.

Non tutti gli handheld computer rientrano in queste due tipologie di handheld computer: gli handheld computer più grandi non rientrano né nella tipologia del computer tascabile né nella tipologia del computer palmare.

### Computer tascabile
Il computer tascabile è un handheld computer avente dimensioni sufficientemente contenute da poter stare in una tasca di media grandezza presente nell'abbigliamento di una persona adulta.

### Computer palmare
Il computer palmare è un handheld computer avente dimensioni sufficientemente contenute da poter stare interamente sul palmo della mano di una persona adulta.

## Storia

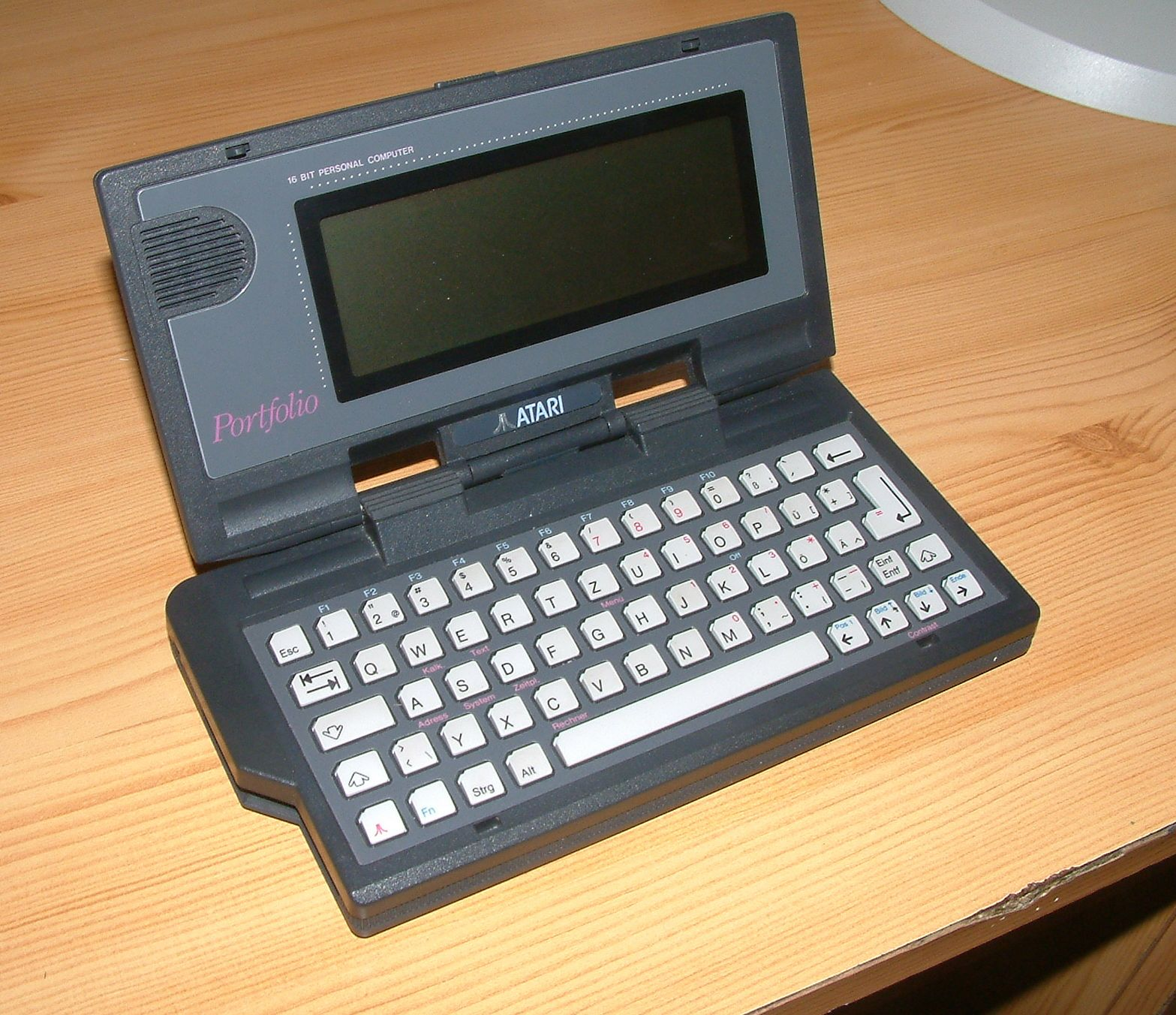
Un Atari Portfolio

Tra i PC IBM compatibili, il primo handheld computer disponibile in commercio è stato l'Atari Portfolio. L'Atari Portofolio è stato commercializzato a partire dal 1989. Un altro handheld computer appartenente alla famiglia dei PC IBM compatibili, tra i primi ad essere disponibile sul mercato, è il Poqet PC. Anche il Poqet PC è stato commercializzato a partire dal 1989.